# Верланов Сергій Олексійович
Сергій Олексійович Верланов — український юрист, державний службовець та громадський діяч. Колишній голова Державної податкової служби, заступник Міністра фінансів України (2018—2019), член Громадської ради доброчесності.

## Життєпис
Здобув вищу освіту у Львівському національному університеті імені Івана Франка: у 2003 році закінчив юридичний факультет за спеціальністю «Правознавство» та здобув кваліфікацію магістра права.
З 2000 до 2006 працював юрисконсультом низки приватних підприємств Львівської області. З 2005 року є адвокатом.
У 2008 отримав науковий ступінь кандидата юридичних наук зі спеціальності «Теорія та історія держави і права; історія політичних і правових учень».
З 2008 до червня 2015 р. працював у PwC — одній із компаній «Великої четвірки».
У 2015—2017 — співголова комітету з питань правової політики Американської торгової палати в Україні.
З липня 2015 року до липня 2018 року обіймав посаду партнера у юридичній фірмі Sayenko Kharenko.
З 29 вересня 2015 є членом всеукраїнської громадської організації «Асоціація правників України».
11 листопада 2016 увійшов до складу Громадської ради доброчесності.
З 26 липня 2018 — заступник Міністра фінансів України.
Президент Порошенко назвав Верланова «людиною, яка дуже активно працювала над введенням автоматичного відшкодування ПДВ».
8 травня 2019 Кабінет Міністрів призначив Верланова Головою Державної податкової служби (ДПС) на п'ять років з дати початку фактичного виконання обов'язків. Випробувальний термін тривав місяць. Верланов отримав посаду як переможець конкурсу, оголошеного урядом 20 березня в рамках розділення Державної фіскальної служби на податкову та митну. Конкурс проводила Комісія з питань вищого корпусу державної служби. 23 квітня 2019 переможцем конкурсу Комісія визначила Верланова і рекомендувала його для призначення на посаду керівника ДПС.
Член Національної ради з питань антикорупційної політики (з 31 липня 2019).
24 квітня 2020-го був звільнений з посади голови податкової служби. Сергій не погодився із рішенням про звільнення, назвавши його політично вмотивованим, та подав заяву на Ігоря Уманського в Офіс прокурора.
6 травня співробітники СБУ провели обшуки у Верланова, що саме шукали, повідомлено не було.
У грудні 2021 року Офіс генпрокурора оголосив підозру Сергію Верланов у недоотриманні бюджетом понад 2 млрд грн. ЗМІ повідомляли, що детективи НАБУ ведуть досудове розслідування за підозрою Верланова в умисному, з метою одержання неправомірної вигоди для ПАТ «АрселорМіттал Кривий Ріг», використанні ним влади та службового становища, що завдало істотної шкоди державним інтересам. Його оголосили в розшук.

## Сім'я
Одружений, має доньку, вільно володіє англійською мовою.

## Відзнаки
Включений до міжнародних рейтингів The Legal 500 (2016; 2017), Chambers Europe (2017) та дослідження видавництва «Юридична практика» Ukrainian Law Firms (2016; 2017).
У 2020 році Сергій Верланов увійшов до рейтингу ТОП-40 найвпливовіших українських політиків та чиновників, яким ще не виповнилося 40 років, за версією часопису «Корреспондент».